# Pedaste
Pedaste – wieś w Estonii, w prowincji Valga, w gminie Elva. W 2021 roku miała 29 mieszkańców.